# Birgit Steinegger
Birgit Steinegger (* 4. November 1948 als Birgitta Karin Steinegger in Bern) ist eine Schweizer Schauspielerin, Parodistin und Unterhaltungskünstlerin.

## Leben
Birgit Steinegger ist die Tochter eines Schweizers und einer Schwedin. Nach Ballett-, Violin- und Klavierunterricht absolvierte sie eine Ausbildung zur Kindergärtnerin. Danach nahm sie Schauspielunterricht, zuerst in Bern, später an der Pariser Schauspielschule Lecoq. Sie arbeitete darauf zunächst frei an verschiedenen Bühnen, unter anderem auch am Stadttheater Bern und am Städtebundtheater Biel-Solothurn. Berühmt wurde sie durch ihre Nachahmungen von Schweizer Persönlichkeiten.
Steinegger war mit dem Schauspieler Franz Matter verheiratet. Aus der Ehe ging eine Tochter hervor.

## Auftritte und Sendungen
1978 tourte Steinegger im Auftrag von PTT und SRG als UK-Fee durch die Deutschschweiz und warb mit dem Slogan «UK-Fee bringt UKW» erfolgreich dafür, dass die Radiohörer von der veralteten Mittelwelle auf UKW wechselten.
Beim TV DRS präsentierte sie 14 Jahre lang «Das Spielhaus». Danach war sie fünf Jahre lang Nachrichtensprecherin bei Schweiz aktuell und wirkte u. a. bei Lüthi und Blanc und Die Direktorin mit. Auch beim Radio DRS war und ist Steinegger zu hören, wie zum Beispiel in Zweierleier, einer Satiresendung, die sie mit ihrem Kollegen Walter Andreas Müller aufnimmt, oder als Moderatorin bei der Nachtsendung Nachtexpress oder der Morgensendung Guete Morge. Steinegger war zudem in ihrer Parodie Total Birgit oder in der politischen Satiresendung Punkt CH zu sehen.
Rollen
Frau Iseli war Steineggers wichtigste Figur in ihrer Ein-Frau-Comedysendung Total Birgit beim Schweizer Fernsehen. Weitere Rollen im Rahmen dieser Sendung waren die Italienerin Frau Schrupatelli oder die urwüchsige Familie Pfund.

## Filme (Auswahl)
- 1975: Ein Fall für Männdli (Staffel 2, Episode 9)
- 1983: E Inspäkter chunnt
- Total Birgit
- Total Birgit 2
- Total Birgit 3
- 2005: Undercover (Regie: Sabine Boss)[3]
- 2007/08: Total Birgit 4
- 2009/10: Total Birgit 5
- 2011/12: Total Birgit 6
- 2015: Total Birgit 7 (letzte Folgen)[4]

## Preise und Auszeichnungen
- 1991: Salzburger Stier (zusammen mit Viktor Giacobbo)
- 1994:  Prix Walo als Publikumsliebling
- 1994: Berner Bäredräck (als Vertreterin des Berner Humors)
- 2001: Prix Walo (Beste Unterhaltungssendung des Jahres 2001)
- 2003: Tele-Preis
- 2005: 2. Platz in der Sparte Schweizer/in des Jahres beim SwissAward
- 2006: Schauspielerin des Jahres bei der Schaffhauser Sportler+Künstlergala
- 2024: «Swiss Comedy Awards!»: Lifetime Award